# Pentagrama invertido

El pentáculo invertido es asociado comúnmente con el satanismo, la brujería y la magia negra.

El Pentángulo es un símbolo generalmente asociado al satanismo, comúnmente confundido con el pentagrama con la punta hacia arriba. Con este símbolo los paganos hacían culto a los peces, es decir al signo del Zodíaco que es Piscis. Ya que los paganos le hacían adoración a los signos del zodiaco como si fueran dioses. En la Edad Media también era usado por la iglesia, quien veía en las puntas de la estrella la representación de las cinco heridas de Cristo, por lo que es relativamente común encontrarse este símbolo en diferentes edificios de la época.

## Historia
El Pentángulo ha sido asociado desde tiempos pasados con el misterio y la magia. Este símbolo sin duda es el más reconocido por todos los seguidores de la tradición pagana, y es tan antiguo que su origen preciso se desconoce, pero se supone que forma parte del culto a los peces de la tradición pagana, siendo este, por supuesto, más antiguo que el cristianismo al que es normalmente asociado. Ha sido utilizado desde épocas remotas como talismán de protección hacia al signo de Piscis del zodiaco, siendo este signo que protegía a las personas contra los 72 demonios del rey Salomón, es el único signo del zodiaco que luchó con los 3 demonios Asmodeus (Tobi), Paimon y Agares, pero su utilización masiva y de hecho, su imagen más popular, está vinculada al satanismo.
El primer diseño del Pentángulo invertido vinculado a las prácticas satánicas procede del libro La Clef de la Magie Noire (1897), de Stanislas de Guaita.
El Pentángulo representaría la creencia de que la naturaleza es superior al humano; ya que un Pentángulo con la punta hacia arriba habla de la supremacía de la especie humana sobre los cuatro elementos naturales: tierra, agua, fuego y aire. Con esta verdad ocultada por el cristianismo medieval, el pentagrama invertido se volvió parte del colectivo imaginario medieval sobre los demonios, formando parte del folclore satánico. 
El Pentángulo forma una imagen que alguien podría intepretar como parecida a la cabeza de un macho cabrío, que no es otro que el dios mítico Pan de la mitología griega; este dios representa los deseos carnales masculinos, y es un dios de la promiscuidad. En la Edad Media el dios cabrío Pan se haría uno con el demonio cristiano. A este símbolo se le llama sigilo de Baphomet.[cita requerida]
Cuando Anton LaVey funda su Iglesia de Satán retoma este símbolo puro en su sentido inverso, el que ha sido usado por siglos para la alta magia negra: el pentagrama invertido, con el vértice hacia abajo y representándolo sobre una cabeza de macho cabrío. El Baphomet, el símbolo de la «Iglesia de Satán», consta de tres elementos: la estrella pentagonal (pentagrama) invertida, los símbolos colocados junto a cada una de las puntas y el rostro de un macho cabrío. En el pentagrama invertido, según la interpretación satánica, las tres puntas inferiores representan la negación de la "sagrada trinidad" de los teólogos cristianos y las dos puntas superiores representan la afirmación de las paridades o contrastes que realmente equilibran y dirigen el universo y la vida, como por ejemplo: creación/destrucción, positivo/negativo, masculino/femenino, acción/reacción, vida/muerte, activo/pasivo, etc. En resumidas cuentas, representa la supremacía del deseo carnal y netamente físico por encima de la espiritualidad.[cita requerida]  En un pentagrama invertido se puede insertar la figura de la cabeza del macho cabrío: las dos puntas superiores son los cuernos, las puntas laterales son las orejas y la punta inferior es la barba, signo conocido comúnmente como el signo del diablo para invocar males y espíritus.

## Relación con la maldad
El pentagrama, siendo una simple figura geométrica, no representaría a la maldad en sí mismo, sino simplemente el poder de la naturaleza por encima del humano cuando está invertido. Su simbolismo varía según la cultura que lo utiliza: para los pitagóricos simbolizaba la salud y el conocimiento, los gnósticos (ver gnosticismo) lo representaron con gemas en el abraxas (símbolo mágico y de la totalidad griego) y, en ocasiones, se utilizó para simbolizar a Cristo como alfa y omega o representando sus cinco llagas. De esta representación cómo pentagrama a la satánica solo hay un gesto muy claro, la inversión del pentagrama (como la inversión de la cruz), para hacerlo símbolo satánico y, a partir de esta imagen, todas las otras representaciones simbólicas del satanismo antes mencionadas. Numerológicamente, el pentagrama o representación gráfica del número cinco; es la suma de los elementos femenino (2) y masculino (3), es símbolo de unión y síntesis, es el número de los dedos de una extremidad y de nuestros sentidos, por ejemplo. Pero siempre en su versión original, no invertida.
Para las corrientes esotéricas como la magia wicca, su pentagrama se compone de cinco puntas rodeadas de un círculo. Las cinco puntas representan a los cinco elementos: «la Tierra, el Aire, el Fuego, el Agua y la quintaesencia». al fijarse detenidamente en la forma de la estrella, toma forma al del ser humano. La punta de arriba es la cabeza, las puntas que están a los lados son los brazos y las dos puntas de abajo son las piernas. El círculo representa la armonía creada entre los cinco elementos y el ser humano, encerrada en un campo de poder.
Para las personas cristianas, el pentagrama representaba la supremacía del ser humano (punta de arriba) sobre los cuatro elementos (cuatro puntas de abajo). El pentagrama invertido, representaba para algunos paganos la supremacía de los elementos sobre el ser humano, algo contrario a las ideas cristianas, por lo que fue condenado y de ahí surgió la idea de asociarlo con el satanismo.

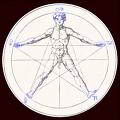

Otras interpretaciones, como la de Leonardo da Vinci, ven en él al hombre de Vitruvio, hacen referencia a que el pentagrama entero representa al ser humano; la punta superior es la cabeza y las cuatro inferiores el cuerpo. Así mismo dibuja al hombre como medida de todas las cosas. Cuando el pentagrama está inscrito en un círculo une todos los aspectos del hombre. Une el cuerpo con la mente, lo espiritual con lo profano. Nos recuerda que necesitamos todos nuestros aspectos para satisfacer nuestras vidas como seres humanos. Nos recuerda también que todo es un ciclo, que no experimentaremos alegría sin dolor, pero el dolor nos llevará otra vez a la alegría. La punta hacia arriba en el pentáculo representa la supremacía del espíritu sobre el cuerpo y el poder que este tiene sobre el.
El Pentáculo también representa la divinidad femenina de todas las cosas, denominada por parte de la Historia de la religión como "divinidad femenina" o "venus divina". Este es un concepto controvertido con el que las y los historiadores no terminan de ponerse de acuerdo. En su interpretación más estricta, el pentáculo representa a Venus, la diosa romana del amor y de la belleza. Las religiones de la prehistoria se basaban en el orden divino de la naturaleza. La naturaleza como madre se representaba en la figura femenina, en el útero femenino y en la representación de grandes "venus" fértiles que se pueden encontrar en las pinturas rupestres de todos los lugares con este tipo de arte.

## Significados
Existen muchos significados que este símbolo ha ido cobrando a lo largo de la historia, por ejemplo:
• La forma más antigua de pentagrama conocida data del año 3500 A.C en la ciudad de Ur en la Antigua Mesopotamia donde era un símbolo de poder del gobernante. También el Emperador Constantino I usó el Pentagrama invertido, junto con el símbolo chi-rho en su sello y amuleto.
• Entre los hebreos, la estrella de 5 puntas representaba la Verdad y los 5 libros del Pentateuco. No confundirla con la de 6 puntas, que sería el Sello de Salomón.
• En la Antigua Grecia, era llamada Pentalpha, siendo geométricamente compuesta por cinco aes. A diferencia de otras civilizaciones, los griegos no le atribuyeron otros significados simbólicos a las letras de su alfabeto, pero ciertos símbolos fueron conectados con formas de letras Griegas o posiciones.
• Para los gaianos, el Pentagrama invertido representa el orden real de equilibrio en el planeta Tierra. No existe ni un dios ni un "satán" o adversario. Las cuatro puntas superiores son los cuatro Elementos fundamentales: Aire, Fuego, Tierra, Agua... y la punta inferior, el humano. Rodeado con un círculo, logra dar a entender que todo pertenece a un solo cuerpo. Algunos utilizan la hipótesis de Gaia, de James Lovelock, para fundamentar pseudocientíficamente esta postura, que por muchos es asumida como la "Verdad única total". Lo cual pone al ser humano responsable o culpable por cada desequilibrio del pentagrama.
El pentagrama no invertido o normal, es para los gaianos el momento en que el Ser Humano decide sobre la energía única que rige todo, ya sea a través de brujería u otro tipo de canalización energética. Todo lo que sea manipulación de energía, para bien o para mal, torna la punta inferior del pentagrama hacia arriba. Por tanto, en su estado natural, el pentagrama es invertido.
• Para los druidas, era el símbolo de la cabeza de Dios.
• En Egipto, era el símbolo de la “Matriz Subterránea”.
• Los celtas relacionaban el Pentagrama a la Diosa Subterránea Morrigan.
• Los cristianos atribuyeron el Pentagrama a los 5 Estigmas de Cristo.
• En el relato de Sir Gawain y el Caballero Verde, el pentagrama estaba inscripto en oro en su escudo simbolizando las cinco virtudes de los Caballeros: generosidad, cortesía, castidad, piedad y caballerosidad.
• En la Edad Media, era un símbolo de Verdad y una protección contra los demonios.
• En la Inquisición, el pentagrama invertido simbolizaba la Cabeza del Chivo.
• El pentáculo además, es un símbolo precristiano relacionado con el culto a la naturaleza. Los antiguos dividían al mundo en dos mitades: masculina y femenina. Sus dioses y diosas actuaban para mantener un equilibrio en el poder. El ying y el yang. Cuando lo masculino y lo femenino estaba en equilibrio , había armonía en el mundo. Cuando no, reinaba el caos.[cita requerida]
• En su interpretación más estricta, el pentáculo representa a Venus, la diosa del amor sexual femenino y de la belleza.